# Dinamo Charkiw
Dinamo Charkiw SDJuSSchOR (ukrainisch Динамо Харків; russisch Динамо Харьков/Dynamo Charkow) ist ein ukrainischer Eishockeyclub aus Charkiw, der 1979 gegründet wurde und bis 1992 am Ligensystem der Sowjetunion teilnahm. Im Jahr 2011 wurde der Verein auf Basis des 2003 gegründeten Vereins SDJuSSchor Charkiw wiederbelebt und betrieb zunächst ausschließlich Nachwuchsarbeit. Seit der Saison 2011/12 nimmt der Verein als HK Charkiwski Akuly an der Professionellen Hockey-Liga, der höchsten ukrainischen Eishockeyliga, teil.

## Geschichte
Dinamo Charkow wurde 1979 aus der Nachwuchsabteilung von Dynamo Moskau heraus gegründet. Vorausgegangen war die Eröffnung des Eissportpalast Charkiw, für den eine Nutzung gesucht wurde. Daher entschloss sich die Führung des Sportklubs Dynamo, eine Mannschaft in Charkiw zu gründen, um Juniorenspielern bessere Einsatzmöglichkeiten im Männerbereich zu bieten. Als Trainer wurde Walentin Jegorow aus Moskau delegiert und die ersten Spieler wurden aus Woskressensk, Kiew, Minsk, Ufa, Pensa und Nowokusnezk rekrutiert. Mit dieser Mannschaft startete Dinamo Charkow in der drittklassigen Wtoraja Liga und belegte mit 26 Siegen aus 60 Spielen den achten Platz der West-Staffel. In der folgenden Spielzeit erreichte die Mannschaft den dritten Platz in der West-Staffel, wobei 39 Siege aus 60 Partien gelangen. Der Dinamo-Spieler Igor Funikow wurde mit 64 Scorerpunkten Topscorer der Staffel, während sein Teamkollege Wladimir Subriltschew als Bester Spieler der Spielklasse ausgezeichnet wurde.
1982 schaffte Dinamo den Aufstieg in die zweite Spielklasse der Sowjetunion, der Perwaja Liga, und etablierte sich schnell in dieser Spielklasse. Am Ende der Saison 1987/88 schaffte die Mannschaft mit 97 Punkten den Aufstieg in die höchste Spielklasse, die Wysschaja Liga. In der Saison 1988/89 erreichte Dinamo während der Hauptrunde nur fünf Siege aus 26 Spielen, so dass der Klub an der Abstiegsrunde teilnehmen musste. In dieser konnte das Team mit 21 Siegen den Klassenerhalt realisieren. Ein Jahr später folgte der Wiederabstieg in die Perwaja Liga, da die Mannschaft nur 12 Punkte während der Hauptrunde gesammelt hatte und mit nur 13 Siegen aus 36 Spielen in der Abstiegsrunde den 8. Platz belegte.
Die Hauptrunde der Saison 1990/91 beendete Dinamo auf dem ersten Platz der West-Staffel, verpasste aber in der Auf- und Abstiegsrunde zur Wysschaja Liga mit dem achten Platz den Wiederaufstieg. Am Ende der Spielzeit 1991/92 waren aufgrund der politischen Veränderungen viele Klubs der unteren Spielklassen in finanziellen Notsituationen, da diesen die Patronatsbetriebe kein Geld mehr zur Verfügung stellten. So wurde die Aufstiegsrunde der Saison wertlos, da sich unter anderem SKA Sankt Petersburg, SKA Chabarowsk und Dinamo Charkiw weigerten, diese komplett auszuspielen.
Seit der Saison 2011/12 nimmt Dinamo Charkiw unter der Bezeichnung HK Charkiwski Akuly an der Professionellen hockey-Liga, der höchsten ukrainischen Spielklasse teil.

## Bekannte ehemalige Spieler
- Witali Karamnow
- Olexander Wjuchin
- Igor Pawlow
- Alexei Tkatschuk
- Witalij Lytwynenko
- Andrei Maschugin
- Wiktor Gluschenkow
- Sergei Petrenko

## Saisonstatistik
Legende zur Saisonstatistik: GP oder Sp = Spiele insgesamt; W oder S = Siege; L oder N = Niederlagen; T oder U = Unentschieden; OTS = Siege nach Verlängerung (Overtime);  OTN oder OL = Overtime-Niederlagen; SOS = Shootout-Siege; SOL oder SON = Shootout-Niederlagen; P oder Pkt = Punkte; Pct % = Siege in %; GF oder T = Tore; GA oder GT = Gegentore
| Saison  | Liga              | Sp | S  | N  | U | P  | Pct   | T   | GT  |
| ------- | ----------------- | -- | -- | -- | - | -- | ----- | --- | --- |
| 1979–80 | Wtoraja Liga-West | 60 | 26 | 30 | 4 | 56 |       | 230 | 255 |
| 1980–81 | Wtoraja Liga-West | 60 | 39 | 18 | 3 | 81 |       | 342 | 207 |
| 1981–82 | Wtoraja Liga-West | 44 | 31 | 11 | 2 | 64 | 0.727 | 238 | 138 |
| 1982–83 | Perwaja Liga-West | 70 | 40 | 24 | 6 | 86 | 0.614 | 352 | 248 |
| 1983–84 | Perwaja Liga-West | 60 | 35 | 20 | 5 | 75 | 0.625 | 304 | 214 |
| 1984–85 | Perwaja Liga-West | 58 | 28 | 25 | 5 | 61 | 0.526 | 243 | 210 |
| 1985–86 | Perwaja Liga-West | 64 | 37 | 23 | 4 | 78 | 0.609 | 285 | 230 |
| 1986–87 | Perwaja Liga-West | 64 | 39 | 19 | 6 | 84 | 0.656 | 279 | 203 |
| 1987–88 | Perwaja Liga-West | 72 | 45 | 20 | 7 | 97 | 0.674 | 314 | 189 |
| 1988–89 | Wysschaja Liga    | 26 | 5  | 17 | 4 | 14 | 0.269 | 69  | 122 |
|         | Relegation        | 36 | 23 | 11 | 2 | 48 |       | 144 | 102 |
| 1989–90 | Wysschaja Liga    | 30 | 3  | 21 | 6 | 12 |       | 65  | 109 |
|         | Relegation        | 36 | 13 | 18 | 5 | 31 |       | 92  | 110 |
| 1990–91 | Perwaja Liga-West | 36 | 24 | 8  | 4 | 52 |       | 128 | 90  |
|         | Aufstiegsrunde    | 28 | 10 | 14 | 4 | 24 |       | 88  | 103 |
| 1991–92 | Perwaja Liga-West | 38 | 19 | 10 | 7 | 45 |       | 124 | 115 |
|         | Aufstiegsrunde    | 12 | 2  | 9  | 1 | 5  |       | 20  | 35  |